# Атемойя
Атемойя (лат. Annona × atemoya) — вечнозелёное растение, относящееся к семейству Анноновых. Произрастает на территории Южной Америки, Австралии, а также в Азии и на Карибах.

## Описание
Дерево средних размеров, до 7 метров в высоту. Начинает плодоносить на 3—4 год, в зависимости от даты и места посадки. В природе растёт в тропических лесах Южной Америки, появилось в результате естественного скрещивания родственных деревьев сахарного яблока и черимойи. В искусственном виде выведено в Сан-Франциско в конце XVIII века из двух плодов тех же деревьев. Древесина дерева весьма полезна в строительстве и изготовлении мебели, однако, как и древесина родственных атемойе деревьев, без термической обработки со временем отсыревает. Листья жилистые, светло-зелёные и перекрёстные. Цветки очень похожи на цветки сахарного яблока, маленькие и невзрачные, опыление самостоятельное или с помощью насекомых. Плод бугорчатой формы, в диаметре 6—9 см, весом в 0,6—1 кг, представляет собой ягодицу[прояснить], полностью созревает за 2—2,5 месяца, после чего засыхает и лопается, а семена разбрасываются вокруг на расстояние 0,5—1 метр, при этом остатки плода остаются на дереве. Семена овальной формы, чёрные и блестящие, твёрдые. Размножается семенами и черенкованием, а также посадкой пророщенных саженцев. Активно растёт на песчаных и торфяных почвах, полив умеренный. В домашних условиях вырастает максимум в высоту 1 метра и не плодоносит, подкормка не требуется.